# جو باري (موسيقي)
جو باري (بالإنجليزية: Joe Barry)‏ هو موسيقي أمريكي، ولد في 13 يوليو 1939، وتوفي في 31 أغسطس 2004.

## وصلات خارجية
- جو باري على موقع ميوزك برينز (الإنجليزية)
- جو باري على موقع أول ميوزيك (الإنجليزية)
- جو باري على موقع ديسكوغز (الإنجليزية)